# رياحنة تيرس (جدور)
رياحنة تيرس هي إحدى مشيخات المملكة المغربية، تتبع جغرافيا لإقليم اليوسفية وإداريًا لجدور. يقدر عدد سكانها بـ 12309 نسمة حسب الإحصاء الرسمي للسكان والسكنى لسنة 2004.